# Bernardo Llácer

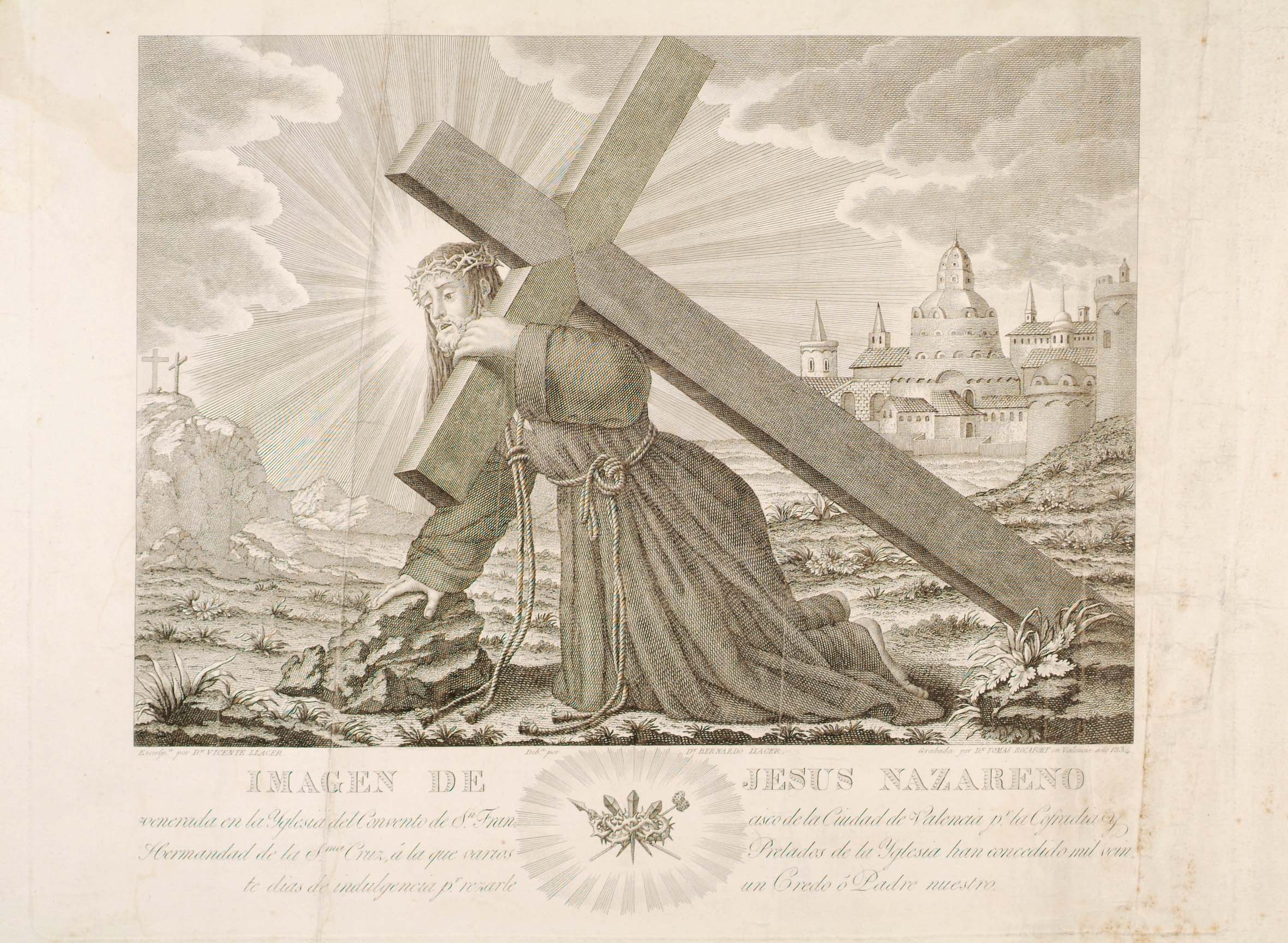
Imagen de Jesús Nazareno venerada en la iglesia del convento de San Francisco de Valencia, grabado calcográfico de Tomás Rocafort según Vicente Llácer, escultor, y dibujo de Bernardo Llácer.

Bernardo Llácer y Viana fue un escultor español, posiblemente emparentado con el pintor de flores Bernardo Llácer.

## Biografía
Activo en Valencia, fue hijo y discípulo del también escultor Vicente Llácer y Alegre. En mayo de 1831 presentó en la junta ordinaria de la Real Academia de Bellas Artes de San Carlos un relieve en barro cocido titulado Legionarios romanos muestran la cabeza de Pompello a Julio César (Museo de Bellas Artes de Valencia) para su admisión como académico de mérito, reconocimiento que obtuvo en junio de ese año tras presentar y serle aprobada la prueba de repente propuesta por los académicos.
Fue escultor de la facultad de Medicina de la Universidad de Valencia y ayudante de las clases de dibujo en la Academia de San Carlos. En la exposición abierta por el Liceo de Valencia en 1845, presentó Pablo Veronés y Callot, figuras de cuerpo entero. A la celebrada en 1855 concurrió con las obras Dos figuritas y Santiago a caballo triunfando de los moros. Tres años más tarde, labró para un templo de Valencia La oración del Huerto, grupo de cinco figuras de tamaño natural hechas a palillo.
Con el también escultor Antonio Marzo se encargó en 1842 de proporcionar los modelos para los trofeos ornamentales de la Puerta del Mar en la muralla de Valencia.